# マーク・ノーマン
マーク・ノーマン（Marc Norman、1941年2月10日 - ）は、アメリカ合衆国の脚本家。カリフォルニア州ロサンゼルス出身。

## 来歴
トム・ストッパードと共に1998年の『恋におちたシェイクスピア』の脚本を執筆したことにより、第71回アカデミー賞で脚本賞を受賞したことで知られる。映画の他に『スパイ大作戦』などのテレビシリーズの脚本も書いている。

## フィルモグラフィ
- 西部に来た花嫁 Zandy's Bride (1974)
- ブレイクアウト Breakout (1975)
- キラー・エリート The Killer Elite (1975)
- アビエイター The Aviator (1985)
- カットスロート・アイランド Cutthroat Island (1995)
- 恋におちたシェイクスピア Shakespeare in Love (1998)

## 受賞
恋におちたシェイクスピア
- 第71回アカデミー賞：脚本賞
- 第49回ベルリン国際映画祭：功労賞
- 第64回ニューヨーク映画批評家協会賞：脚本賞
- 第56回ゴールデングローブ賞：脚本賞
- 第4回クリティクス・チョイス・アワード：オリジナル脚本賞